# Iliomar I
Iliomar I ist ein osttimoresischer Suco im Verwaltungsamt Iliomar (Gemeinde Lautém).

## Geographie
Vor der Gebietsreform 2015 hatte Iliomar I eine Fläche von 52,84 km². Nun sind es 53,38 km². Der Suco liegt im Südosten des Verwaltungsamts Iliomar und hat eine Fläche von 52,84 km². Im Süden liegt die Timorsee, im Westen die Sucos Iliomar II und Aelebere, im Norden der Suco Fuat und im Osten, jenseits des Flusses Namaluto das Verwaltungsamt Lospalos mit seinem Suco Lore I. Drei weitere Flüsse durchqueren, aus Fuat kommend, den Suco: der Veira, der Miaira und der Massoco. Der Grenze zu Aelebere folgt die südliche Küstenstraße, eine der Hauptverkehrsachsen des Landes, die hier landeinwärts schwenkt und weiter nach Lospalos führt.
Drei größere Siedlungen liegen im Suco. Im Zentrum, nahe der Küste das Dorf Iratoi. Deutlich größer ist Iradarate, das aber zum Teil auch auf dem Gebiet des Sucos Iliomar II liegt. Hier befinden sich eine Grundschule und ein Hubschrauberlandeplatz für Notfälle.
Im Nordwesten befindet sich Iliomar, der Hauptort des Verwaltungsamts, der auch auf den Gebieten der Sucos Aelebere und Iliomar II liegt. In diesem Siedlungszentrum, zu dem auch der Ort Fuat gehört, gibt es eine Grundschule, eine Schule zur Vorbereitung auf die Sekundärstufe, ein kommunales Gesundheitszentrum und einen permanenten Hubschrauberlandeplatz. Weiter südöstlich davon liegt noch der kleine Ort Caentau (Caintau).
In Iliomar I befinden sich die fünf Aldeias Ara'Ara (der Ort Ara'Ara liegt im Suco Aelebre), Caentau, Iliomar, Ossohira (auch der Ort Ossohira liegt im Suco Aelebre) und Vatamatar (der Ort Vatamar liegt im Suco Iliomar II).

## Einwohner
In Iliomar I leben 1.300 Einwohner (2022), davon sind 618 Männer und 682 Frauen. Im Suco gibt es 376 Haushalte. Fast 98 % der Einwohner geben Makalero als ihre Muttersprache an. Eine Minderheit spricht Tetum Prasa.

## Geschichte
Die Siedlung wurde vermutlich um 1894 gegründet.

## Politik
Bei den Wahlen von 2004/2005 wurde José Luis da Costa zum Chefe de Suco gewählt und 2009 und 2016 in seinem Amt bestätigt.

## Persönlichkeiten
- Domingos Sávio (* 1968), osttimoresischer Beamter